# Fotbollsserie
Fotbollsserie, sätt att organisera fotbollslag i ett tävlingssystem innehållande schema för matcher och bokföring av uppnådda resultat lagen emellan. Målet med fotbollsserien är att kunna ranka deltagande lag gentemot varandra, och därmed utse vinnande och förlorande lag bland deltagarna i serien. Rankingen görs i tabellform där det lag med flest poäng rankas först och övriga lag rankas i sjunkande ordning efter antalet poäng. I modern proffsfotboll konkurrerar "fotbollsserien" ofta med "fotbollscupen" (ett annat sätt att organisera en tävling bland fotbollslag) om betydelse och prestige.

## Organisatörer och övervakare
Inom modern professionell fotboll organiseras uteslutande "fotbollsserier" av respektive nations fotbollsförbund. Fotbollsförbundet övervakar serien så att samtliga deltagande lag följer uppsatta regler, och kan även straffa regelbrytande lag. Fotbollsförbundet för i regel statistik och bokför vilka resultat som uppnås deltagande lag emellan, och utser efter "fotbollsseriens" slut vinnande lag, det vill säga seriesegrarna, efter de resultat som lagen har presterat mot varandra.

## Fotbollsseriens natur
Inom modern professionell fotboll har oftast den fotbollsserie som är den högst rankade (av respektive nations fotbollsförbund) status som nationsmästerskap, med andra ord kan det lag som placerar sig högst inom denna serie titulera sig mästare av sin nation (i.e. Svenska mästare om så sker i Sverige).
Inom "fotbollsserien" spelar i regel de deltagande lagen om poäng. När två lag möts i match delas poäng ut till lagen efter vilket resultat de uppnår. Om ett av lagen anses gå vinnande ur matchen tilldelas det 3 poäng, medan det förlorande laget från samma match inte tilldelas poäng. Om lagen anses ha uppnått samma resultat (spelat lika, oavgjort) delas 1 poäng ut till respektive deltagande lag i matchen. Lag raknas inbördes i en serie, det vill säga i tabellform, där lagens inbördes placering avgörs av det antal poäng laget införskaffat. Serien spelas i ett antal omgångar och efter varje spelad omgång rankas lagen inbördes i en tabell. Det lag som med införskaffat flest poäng från sina matcher i serien placeras först i tabellen, följt av laget med näst flest poäng som placeras som nummer två och så vidare till det lag med minst poäng som följaktligen placeras i sist i tabellen. Då ett eller flera lag har lika antal poäng placeras det lag före som har bäst målskillnad, om även målskillnaden är lika så tillgrips andra faktor avgöra den inbördes ordningen, till exempel, flest antal gjorda mål eller inbördes möte.
De lag som deltar i "fotbollsserien" möter i regel övriga lag i match vid två separata tillfällen, en gång på hemmaplan och en gång på bortaplan.

## Olika regelsystem
Antal möten lagen emellan kan variera hos olika "fotbollsserier", beroende på överenskomna eller av organisatör dikterade regler. Vanligtvis möter varje deltagande lag varje annat deltagande lag två gånger, men även ett enda möte bland varje lag förekommer. En serie av denna typ kallas för "enkelserie". När lagen möts två gånger, så som vanligen sker, kallas detta för "dubbelserie". I sällsynta fall kan lagen också möta varandra tre gånger eller fler.
Gemensamt för alla fotbollsseier är att den inbördes ordningen avgörs av det antal poäng laget införskaffat. Vad som ibland skiljer mellan serier är sättet att avgöra den inbördes ordningen mellan lag som har lika antal poäng. Då avgörs andra faktorer såsom, målskillnad, målkvot, resultatet av inbördes möte mellan lagen, antal gjorda mål eller annan ranking. Vad som gäller för enskillda serier bestäms oftast av respektive series fotbollsförbund, till exempel, Svenska Fotbollförbundet.

### Fotnoter
1. 1 2  ”Administration - 2§ Placering i tävling” (pdf). Tävlingsbestämmelser år 2013. Svenska Fotbollsförlaget AB. 2013. sid. 10. Arkiverad från originalet den 11 december 2013. https://web.archive.org/web/20131211145757/http://fogis.se/ImageVault/Images/id_92120/scope_0/ImageVaultHandler.aspx#page=10. Läst 15 november 2013